# Вальтер Ґропіус
Ва́льтер Ґро́піус (нім. Walter Adolph Georg Gropius; 18 травня 1883, Берлін — 5 липня 1969, Бостон) — німецький архітектор, засновник стилю «Баугауз».

## Ранній період
Народився в Берліні в сім'ї архітекторів. Брат його діда — відомий архітектор Мартін Ґропіус. Його батько — Вальтер Ґропіус — був таємним радником з питань будівництва в Німецькій імперії.
У 1903 році вступає вчитися на архітектора в Мюнхені, а пізніше продовжує навчання в Берліні.
1907 року Ґропіус розпочав працювати в майстерні Петера Беренса, де разом з ним працювали такі відомі архітектори, як Людвіг Міс ван дер Рое і Ле Корбюзьє.
У 1910 році, після трьох років роботи з Беренсом, Ґропіус починає самостійну роботу як дизайнер і архітектор. Як дизайнер він проєктує внутрішнє обладнання, шпалери, серійні меблі, автокузовови й тепловози. Його першою значною архітектурної роботою став будинок взуттєвої фабрики «Фагус» — «Fagus-Werke» в місті Альфельд-на-Лайне. Цю фабрику він проєктував разом з Адольфом Майєром. Фабричну будівлю вважають відправною точкою в його подальшій діяльності з розвитку архітектури зі скла і сталі, пізніше названої «архітектурою модернізму», а в 1920-ті роки об'єднується під загальними поняттями «Нове будівництво» (нім. Neues Bauen) та «Нова речевість» (нім. Neue Sachlichkeit).
Для виставки Німецького союзу ремісничих підприємств (нім. Deutsches Werkbund), що проходила в 1914 році в Кельні, Ґропіус з Майєром разом будують «Зразкову фабрику» (нім. Musterfabrik), яка пізніше також мала значний вплив на сучасну архітектуру. Особливістю цієї будівлі є круглі засклені вежі сходів, які в 1920-их роках і пізніше стали популярним художнім елементом у Еріха Мендельзона в його універсальних магазинах.
Довгі роки Ґропіуса пов'язували дружні відносини з Феліксом Ауербахом, професором фізики в Єнському університеті, де він спроєктував і побудував для подружжя Ауербах житловий будинок.
Перша Світова війна перервала кар'єру Ґропіуса. Призваний негайно як резервіст Ґропіус воював на Західному фронті у званні старшини, був поранений і ледь не загинув.

## Баугауз
Після Першої світової війни Ґропіус стає засновником «Баугаузу». Школа Баугауз була створена у Веймарі у 1919 році внаслідок об'єднання Саксонсько-Веймарської Вищої школи образотворчих мистецтв і заснованої Анрі Ван де Вельде Саксонсько-Веймарської школи прикладного мистецтва. Будучи ініціатором створення нового навчального закладу, А. Ван де Вельде пропонує на посаду керівника кандидатуру молодого берлінського архітектора Вальтера Ґропіуса. Ґропіус обіймає посаду директора спочатку у Веймарі (до 1926 р.) і після цього в Дессау. 1928 року він передає пост швейцарському містобудівнику Майєру, який був відправлений у відставку з політичних причин у 1930 році. Людвіг Міс ван дер Рое керував Баугаузом аж до його закриття у 1932 році.
З 1926 році Ґропіус інтенсивно займається масовим житловим будівництвом, рішенням містобудівних і соціальних проблем, виступає за раціоналізацію будівництва. Він виконує численні проєкти житлових будинків: селище Дессау-Тертен (1926–1931), район Даммершток у Карлсруе (1928–1929), житловий квартал у берлінському районі Сіменсштадт (1929–1930) та проєкт «Берегова забудова озера Ванзеє» в Берліні (1930–1931).

## Американський період
У 1934 році після нападів націонал-соціалістів на Баугауз, які називали його «церквою марксизму», Ґропіус емігрує до Англії, а в 1937 році переїжджає до Кембриджа в США, де працює професором архітектури у вищій школі дизайну Гарвардського університету.
У 1946 році Ґропіус заснував групу «The Architects Collaborative, Inc.» (TAC). Результатом роботи цієї групи став Освітній центр Гарвардського університету в Кембриджі (англ. Graduate Center der Harvard University in Cambridge) (1949–1950). Серед гарвардських учнів Ґропіуса — плідний Йєо Мінь Пій.
В останні роки життя Ґропіус повертається в Берлін, де проєктує дев'ятиповерховий житловий квартал у районі Ганзи у 1957 році в рамках будівельної виставки «Інтербау» (нім. Interbau). Увігнутий південний фасад і відкритий перший поверх вважається типовим прикладом так званого пізнього модерну. У цьому будинку відбуваються найпрестижніші виставки Берліну. У 1963 році Ґропіус удостоюється звання почесного доктора Вільного університету Берліну.
Ґропіус помер 5 липня 1969 року в Бостоні, США.

## Роботи
| Робота | Зображення | Розташування               | Рік                      |
| --- | ---------- | -------------------------- | ------------------------ |
| Завод «Фагус» (спільно з Адольфом Меєром) |            | Альфельд, Німеччина        | 1910-1911, 1924–1925     |
| Оформлення павільйону німецького Веркбунду на Всесвітній виставці в Генті золота медаль виставки                                                                |            | Гент, Бельгія              | 1913                     |
| Проєкт виставкового приміщення Об'єднаних майстерень з образотворчого та прикладного мистецтва                                                                  |            | Берлін, Німеччина          | 1913                     |
| Проєкти оформлення спальних залізничних вагонів нового типу, випущених на заводах Кенігсберга, і легкових автомобілів для автомобільної фірми в Кельні          |            |                            | 1913                     |
| Проєкти житлових і фабричних будівель у Віттенберзі, Франкфурті-на-Майні, Позені, Відні, Берліні та Померанії (усі у співавторстві з А. Меєром)                 |            |                            | 1913                     |
| Адміністративно-фабричний корпус і машинна зала «Зразкової фабрики» для виставки Німецького союзу ремісничих підприємств в Кельні (у співавторстві з А. Меєром) |            |                            | 1914                     |
| Фабричні, торговельні та громадські споруди в Померанії |            |                            | 1914                     |
| Будинок Баумфельда в Берліні (проєкт у співавторстві з А. Меєром; будівництво спільно з учнями Баухауса)                                                        |            |                            | 1919                     |
| Проєкт пам'ятника жертвам березневого повстання у Ваймарі |            | Веймар, Німеччина          | 1921                     |
| Конкурсний проєкт будівлі взуттєвої фабрики в Ерфурті (у співавторстві з А. Меєром, друга премія)                                                               |            |                            | 1921                     |
| Корпус заводу сільськогосподарської техніки «Gebr. Kappe & Co.», Альфельд                                                                                       |            |                            | 1922–1924                |
| Житловий будинок професора доктора Фелікса Ауербаха, Єна |            |                            | 1924                     |
| Будинок муніципального театру в Єні, ряд житлових будинків в Єні, Тюрінгії, Берліні, Альфельді                                                                  |            |                            | 1923–1924                |
| Проєкт будівлі редакції «Чикаго трибюн» (у співавторстві з А. Меєром)                                                                                           |            |                            | 1923–1924                |
| Будинок Баугаузу проєкт у співавторстві з А. Меєром; будівництво спільно з учнями Баугаузу                                                                      |            | Дессау                     | 1925–1926                |
| Викладацький корпус («Дім майстрів» — «Meisterhäuser») Баугаузу в Дессау                                                                                        |            |                            | 1925–1926                |
| Оформлення виставки німецького Веркбунду в Стокгольмі |            |                            | 1926                     |
| Житлове селище Тертен (Törten) в Дессау |            |                            | 1926–1928                |
| Проєкт будівлі «Тотального театру» для Берліна відповідно до ідей Е. Пискатора                                                                                  |            |                            | 1927                     |
| Дві будівлі в виставковому житловому селищі «Вайсенгоф» в Штутгарті                                                                                             |            |                            | 1927                     |
| Будинок Терези Цукеркандл (Therese Zuckerkandl), Єна |            |                            | 1927–1929                |
| Врегулювання житлової забудови в районі Даммерсток в Карлсруе                                                                                                   |            |                            | 1928–1929                |
| Проєктування рядової забудови житловими будинками в районі Сіменсштадт під Берліном                                                                             |            |                            | 1929–1930                |
| Оформлення павільйону німецького Веркбунду в Парижі |            |                            | 1929–1930                |
| Проєкт оформлення легкового автомобіля «Адлер» |            |                            | 1929–1930                |
| Конкурсні проєкти будівель театру для Харкова та Палацу Рад для Москви                                                                                          |            |                            | 1930                     |
| Приватна архітектурна практика в Лондоні (у співавторстві з М.Фраєм)                                                                                            |            |                            | 1934–1937                |
| Будинок Ґропіуса (англ. Gropius Haus) |            | Лінкольн, Массачусетс, США | 1937                     |
| Packaged House System (у співавторстві з Конрадом Ваксманом) у Лінкольні, Массачусетс                                                                           |            |                            | 1941–1943                |
| Корпус для аспірантів в Гарвардському університеті (у співавторстві з Брауном, Лайфордом і Фробесом)                                                            |            |                            | 1948–1950                |
| Ряд проєктів меблів для австрійської фірми «Тоне» |            |                            | 1950                     |
| Проєкти будинків «Бостон-центру» в Бостоні і офісу МакКормік в Чикаго                                                                                           |            |                            | 1953                     |
| Житловий будинок Stichweh у Ганновері |            |                            | 1952–1953                |
| Проєкти будівель початкових шкіл для штату Массачусетс |            |                            | 1954–1959                |
| 9-и поверховий житловий будинок для виставки «Інтербау» в Західному Берліні (спільно з «ТАС» і В. Ебертом)                                                      |            |                            |                          |
| Проєктування і будівництво комплексу Багдадського університету (спільно з «ТАС» і Р. Макмілланом)                                                               |            |                            | 1957                     |
| Хмарочос Pan-Am на Мангеттені |            |                            | 1957/59                  |
| Планування «містечка Ґропіуса» в тодішньомук Західному Берліні                                                                                                  |            |                            | з 1960 (пізніше змінено) |
| Будівля посольства США в Греції |            | Афіни, Греція              | 1956–1961                |
| Проєкт будівлі «Моніка» на пл. Пікаділлі в Лондоні |            |                            | 1961                     |
| Фабрика порцеляни Rosenthal у Ротбюль |            |                            | 1965 в Сельбе            |
| Скляний Собор (офіційно: Thomas Glaswerk) |            |                            | 1968 в Амберг            |
| |            |                            |                          |